# Ryūtarō Nakamura
Ryūtarō Nakamura (japanska: 中村 隆太郎, Nakamura Ryūtarō?), född den 5 april 1955, död den 29 juni 2013, var en japansk regissör och animatör. Han är kanske mest känd för sin medverkan i animeserien Serial Experiments Lain men regisserade också bland annat Sakura Wars och Kinos resa.

## Filmografi
- 1981: Unico (film): Teckning
- 1982: Space Adventure Cobra – The Movie: Animation
- 1985: Yosei Florence (film): Animation
- 1986: They Were Eleven (film): bildmanus
- 1994: Gusuko Budori no Denki (film): Regissör, manus
- 1995: Legend of Crystania (OVA): Regissör
- 1997: Legend of Crystania – The Motion Picture: Regissör
- 1998: Serial Experiments Lain : Regissör (episoderna 1, 2, 12, 13), bildmanus
- 1999: Magic User's Club: Storyboard (episod 3), regissör (avsnitt 3)
- 1999: Colorful: Director, Bildmanus, regissör (1–4, 12, 14, 16)
- 2000: Sakura Wars: Regissör
- 2002: Ghost in the Shell: Stand Alone Complex: Bildmanus (avsnitt 5), regissör (avsnitt 5)
- 2003: Kinos resa: Regissör, bildmanus
- 2006: Rec: Regissör, bildmanus